# Ylitornio (plaats)
Ylitornio (letterlijk: Boven of Hoog-Tornio) is een dorp binnen de Finse gemeente Ylitornio. Het is het bestuurscentrum  en veruit de grootste plaats van die gemeente. Andere aanduidingen van het dorp zijn Badje-Duortnus (Noord-Samisch) en Övertorneå (Zweeds). Dat laatste schept verwarring aangezien er in Zweden aan de overkant van de Torne een dorp met de naam Övertorneå ligt.
Het dorp ligt als een lintbebouwing langs de E8. Het heeft zo klein als het is een stationnetje aan de Spoorlijn Tornio – Kolari, waar eens per dag een trein arriveert/vertrekt naar het noorden (Kolari) of zuiden (Kemi). Voorts is het te bereiken met de bus. Het dorp ligt aan de niet bevaarbare Torne. Even ten noorden van het dorp is er een van de weinige mogelijkheden de rivier per brug over te steken naar de Zweedse buur Övertorneå. Vanuit Ylitornio kan men vele wandeling maken in de Finse natuur.